# Triumph Bonneville
Triumph Bonneville — це стандартний мотоцикл із паралельно-здвоєним чотиритактним двигуном, який виготовляється у трьох поколіннях у трьох окремих серіях.
Перші два покоління від неіснуючої компанії Triumph Engineering у Мерідені, Вест-Мідлендс, Англія, були 1959–1983 та 1985–1988 роками.
Третя серія від Triumph Motorcycles у Хінклі, Лестершир, почалася в 2001 році і триває до теперішнього часу як абсолютно новий дизайн, який сильно нагадує оригінальну серію.
Назва Bonneville походить від знаменитих Бонневільських солончаків, штат Юта, США, де Тріумф та інші намагалися побити рекорди швидкості мотоциклів.

## T120 Bonneville
Оригінальний Triumph Bonneville був 650-кубовим паралельно-здвоєним мотоциклом, виготовленим компанією Triumph Engineering, а пізніше Norton Villiers Triumph між 1959 і 1974 роками. Він базувався на Triumph Tiger T110 компанії та був оснащений додатковим подвійним двигуном Tiger 1 3/16 Amal. Моноблочні карбюратори в стандартній комплектації разом із високопродуктивним впускним розподільним валом цієї моделі. Спочатку він випускався з двигуном попередньої конструкції, який дозволяв велосипеду розвивати 115 миль/год без подальших модифікацій, але пізніше, у 1963 році, була представлена модель агрегату, яка була жорсткішою та компактнішою, включно з додатковими кріпленнями на рульовій головці та поворотному важелі. Кут повороту було змінено, а кілька років потому були встановлені покращені вилки, що разом із підвищеною жорсткістю дозволило загальну продуктивність відповідати конкурентам Bonneville.

## T140 Bonneville
Ранній 650-кубовий T120 Bonneville, часто відомий як дуплексна рамна модель, був замінений на початку 1970-х на T140 Bonneville, таку ж базову машину, але з двигуном 750 cc. Перші кілька T140, які отримали назву T140V, удосконалені на основі пізнішої версії T120 «масло в рамі», мали двигун більшого об’єму 724 куб.см, п’ятиступінчасту коробку передач і індикатори, але все ще зберігали барабанні гальма та кікстарт. Невдовзі двигун був додатково розточений до 744 куб.см, а передні дискові гальма встановлювалися з використанням однодискових гальм до 1982 року. У 1975 році, разом із модифікаціями двигуна, важіль перемикання передач було переміщено справа наліво, щоб відповідати новим нормам, обов’язковим для американських ринку та встановлено задні дискові гальма. З 1980 року після закриття заводу Meriden у 1983 році з’явилося кілька моделей T140 із різноманітними модифікаціями й удосконаленнями, включаючи електричні.